# Сил (геологија)
Сил је интрузивно магматско тело. Обично настаје утискивањем базалтоидних магми. 
То је конкорднатно магматско тело, што значи да не пресеца стене у које је утиснуто, за разлику од дајка, који обавезно пресеца слојеве старијих стена. 
Има изглед жице, која је паралелна површима слојевитости или шкриљавости околних стена. Обично су хоризнотални, мада тектонским покретима могу бити доведени чак и до вертикалног положаја. Могу бити помешани са очврслим токовима лаве, али постоји велика разлика између њих. Силови увек показују парцијално очвршћавање и стапање са околном матичном стеном. На повлати и подини сила увек се примећују измене матичне стене (контактни метаморфизам). 